# Natación en los Juegos Olímpicos Tokio 2020 – Calificación
Para las competiciones de natación en la 2020 olimpiada de Verano, los sistemas de calificación siguientes son en sitio. Fines de cualificación el 27 de junio de 2021.

## Cualificando estándares
Un Comité Olímpico Nacional (NOC) puede introducir un máximo de dos atletas calificados en cada acontecimiento individual, pero solo si ambos atletas han logrado el Tiempo de Calificación  Olímpico (OQT). Un atleta por CON potencialmente puede introducir si  conocen el Tiempo de Selección Olímpico (OST) o si la cuota de 878 atletas no ha sido apuntados. NOCs Poder también #nadador de permiso a toda costa de tiempo (uno por género) bajo un sitio de Universalidad, mientras no tienen ningún #nadador logrando tampoco del tiempo de entrada estándar (OQT/OST).
En los acontecimientos de relé, un máximo de 16 cualificando los equipos en cada acontecimiento de relé tienen que ser permitted para acumular un total de 112 equipos de relé; cada NOC puede introducir solo un equipo. Los primeros doce equipos en cada acontecimiento de relé en los 2019 Campeonatos Mundiales automáticamente competirán para los acontecimientos de relé en la olimpiada; mientras el restante cuatro por acontecimiento de relé tiene que obtener su tiempo de entrada más rápido basó en la FINA Mundo Rankings de 31 de mayo de 2020 durante el proceso.
Siguiendo el fin del periodo de cualificación, FINA evaluará el número de atletas habiendo conseguido el OQT, el número de relé-#nadador único, y el número de sitios de Universalidad, antes de invitar atletas con OST para cumplir la cuota total de 878. Además, OST los sitios serán distribuidos por acontecimiento según la posición de la FINA Mundial Rankings durante la fecha límite de cualificar (6 de julio de 2020).
El tiempo de cualificar los estándares tienen que ser obtenidos en Campeonatos Mundiales, Campeonatos Continentales, Acontecimientos de Cualificación Continental, Pruebas y Campeonatos Nacionales, o las competiciones Internacionales aprobaron por FINA en el periodo entre 1 Marcha 2019 a 29 de junio de 2020.
La inicial FINA que cualifica estándares, los cuales son todavía para ser ratificados, es como sigue:
| Los acontecimientos de los hombres | Los acontecimientos de los hombres | Los acontecimientos de los hombres | Los acontecimientos de las mujeres | Los acontecimientos de las mujeres | Los acontecimientos de las mujeres |
| Acontecimiento                     | OQT                                | OST                                | Acontecimiento                     | OQT                                | OST                                |
| ---------------------------------- | ---------------------------------- | ---------------------------------- | ---------------------------------- | ---------------------------------- | ---------------------------------- |
| 50 m freestyle                     | 22.01                              | 22.67                              | 50 m freestyle                     | 24.77                              | 25.51                              |
| 100 m freestyle                    | 48.57                              | 50.03                              | 100 m freestyle                    | 54.38                              | 56.01                              |
| 200 m freestyle                    | 1:47.02                            | 1:50.23                            | 200 m freestyle                    | 1:57.28                            | 2:00.80                            |
| 400 m freestyle                    | 3:46.78                            | 3:53.58                            | 400 m freestyle                    | 4:07.90                            | 4:15.34                            |
| 800 m freestyle                    | 7:54.31                            | 8:08.54                            | 800 m freestyle                    | 8:33.36                            | 8:48.76                            |
| 1500 m freestyle                   | 15:00.99                           | 15:28.02                           | 1500 m freestyle                   | 16:32.04                           | 17:01.80                           |
| 100 m backstroke                   | 53.85                              | 55.47                              | 100 m backstroke                   | 1:00.25                            | 1:02.06                            |
| 200 m backstroke                   | 1:57.50                            | 2:01.03                            | 200 m backstroke                   | 2:10.39                            | 2:14.30                            |
| 100 m braza                        | 59.93                              | 1:01.73                            | 100 m braza                        | 1:07.07                            | 1:09.08                            |
| 200 m braza                        | 2:10.35                            | 2:14.26                            | 200 m braza                        | 2:25.52                            | 2:29.89                            |
| 100 m mariposa                     | 51.96                              | 53.52                              | 100 m mariposa                     | 57.92                              | 59.66                              |
| 200 m mariposa                     | 1:56.48                            | 1:59.97                            | 200 m mariposa                     | 2:08.43                            | 2:12.28                            |
| 200 m individual medley            | 1:59.67                            | 2:03.26                            | 200 m individual medley            | 2:12.56                            | 2:16.54                            |
| 400 m individual medley            | 4:15.84                            | 4:21.46                            | 400 m individual medley            | 4:38.53                            | 4:46.89                            |

## Acontecimientos individuales
Quienes han conseguido el Olímpicos Cualificando Tiempo (OQT) o el Tiempo de Selección Olímpico (OST), o ha sido guaranteed un sitio de Universalidad está listado abajo para cada de los acontecimientos individuales siguientes:

### Los acontecimientos individuales de los hombres

#### Hombres  50 m freestyle
| Estándar de cualificación             | Núm. de atletas | NOC                  | #Nadador cualificado            |
| ------------------------------------- | --------------- | -------------------- | ------------------------------- |
| Olímpico Cualificando Tiempo @– 22.01 | 2               | Francia (FRA)        | Clement Mignon Florent Manaudou |
| Olímpico Cualificando Tiempo @– 22.01 | 2               | Italia (ITA)         | Luca Dotto Andrea Vergani       |
| Olímpico Cualificando Tiempo @– 22.01 | 2               | Estados Unidos (USA) | Andrew Michael Caleb Dressel    |
| Olímpico Cualificando Tiempo @– 22.01 | 1               | Argelia (ALG)        | Oussama Sahnoune                |
| Olímpico Cualificando Tiempo @– 22.01 | 1               | Brasil (BRA)         | Bruno Fratus                    |
| Olímpico Cualificando Tiempo @– 22.01 | 1               | Reino Unido (GBR)    | Benjamin Orgulloso              |
| Olímpico Cualificando Tiempo @– 22.01 | 1               | Grecia (GRE)         | Kristian Gkolomeev              |
| Olímpico Cualificando Tiempo @– 22.01 | 1               | Hungría (HUN)        | Maxim Obanovskij                |
| Olímpico Cualificando Tiempo @– 22.01 | 1               | Japón (JPN)          | Shinri Shioura                  |
| Olímpico Cualificando Tiempo @– 22.01 | 1               | Polonia (POL)        | Pawe Juraszek                   |
| Olímpico Cualificando Tiempo @– 22.01 | 1               | Rusia (RUS)          | Vladimir Morozov                |
| Olímpico Cualificando Tiempo @– 22.01 | 1               | Sudáfrica (RSA)      | Bradley Tandy                   |
| Olímpico Cualificando Tiempo @– 22.01 | 1               | España (ESP)         | Juan Salvador Duran Cortines    |
| Tiempo de Selección olímpica @– 22.67 | 1               |                      |                                 |
| Sitios de universalidad               | 1               |                      |                                 |
| Total                                 | 11              |                      |                                 |

#### Hombres  100 m freestyle
| Estándar de cualificación             | Núm. de atletas | NOC                           | #Nadador cualificado                 |
| ------------------------------------- | --------------- | ----------------------------- | ------------------------------------ |
| Olímpico Cualificando Tiempo @– 48.57 | 2               | Australia (AUS)               | Kyle Chalmers Clyde Lewis            |
| Olímpico Cualificando Tiempo @– 48.57 | 2               | Brasil (BRA)                  | Marcelo Chierighini Breno Correia    |
| Olímpico Cualificando Tiempo @– 48.57 | 2               | Francia (FRA)                 | Mehdy Metella Clement Mignon         |
| Olímpico Cualificando Tiempo @– 48.57 | 2               | Italia (ITA)                  | Alessandro Miressi Manuel Frigo      |
| Olímpico Cualificando Tiempo @– 48.57 | 2               | Japón (JPN)                   | Katsumi Nakamura Katsuhiro Matsumoto |
| Olímpico Cualificando Tiempo @– 48.57 | 2               | Rusia (RUS)                   | Vladislav Grinev Vladimir Morozov    |
| Olímpico Cualificando Tiempo @– 48.57 | 1               | Argelia (ALG)                 | Oussama Sahnoune                     |
| Olímpico Cualificando Tiempo @– 48.57 | 1               | Bélgica (BEL)                 | Pieter Timmers                       |
| Olímpico Cualificando Tiempo @– 48.57 | 1               | República Popular China (CHN) | Junyi Él                             |
| Olímpico Cualificando Tiempo @– 48.57 | 1               | Reino Unido (GBR)             | Duncan Scott                         |
| Olímpico Cualificando Tiempo @– 48.57 | 1               | Hungría (HUN)                 | Nandor Nemeth                        |
| Olímpico Cualificando Tiempo @– 48.57 | 1               | Países Bajos (NED)            | Kyle Stolk                           |
| Olímpico Cualificando Tiempo @– 48.57 | 1               | Corea del Sur (KOR)           | Seonkwan Parque                      |
| Tiempo de Selección olímpica @– 50.03 | 1               |                               |                                      |
| Sitios de universalidad               | 1               |                               |                                      |
| Total                                 | 15              |                               |                                      |

#### Hombres  200 m freestyle
| Estándar de cualificación               | Núm. de atletas | NOC                           | #Nadador cualificado                 |
| --------------------------------------- | --------------- | ----------------------------- | ------------------------------------ |
| Olímpico Cualificando Tiempo @– 1:47.02 | 2               | Australia (AUS)               | Kyle Chalmers Clyde Lewis            |
| Olímpico Cualificando Tiempo @– 1:47.02 | 2               | Brasil (BRA)                  | Fernando Scheffer Breno Correia      |
| Olímpico Cualificando Tiempo @– 1:47.02 | 2               | República Popular China (CHN) | Yang Sol Xinjie Ji                   |
| Olímpico Cualificando Tiempo @– 1:47.02 | 2               | Reino Unido (GBR)             | Duncan Scott James Guy               |
| Olímpico Cualificando Tiempo @– 1:47.02 | 2               | Hungría (HUN)                 | Dominik Kozma Kristof Milak          |
| Olímpico Cualificando Tiempo @– 1:47.02 | 2               | Italia (ITA)                  | Filippo Megli Gabriele Detti         |
| Olímpico Cualificando Tiempo @– 1:47.02 | 2               | Rusia (RUS)                   | Mikhail Dovgalyuk Aleksandr Krasnykh |
| Olímpico Cualificando Tiempo @– 1:47.02 | 1               | Alemania (GER)                | Poul Zellmann                        |
| Olímpico Cualificando Tiempo @– 1:47.02 | 1               | Japón (JPN)                   | Katsuhiro Matsumoto                  |
| Olímpico Cualificando Tiempo @– 1:47.02 | 1               | Lituania (LTU)                | Danas Rapšys                         |
| Olímpico Cualificando Tiempo @– 1:47.02 | 1               | Países Bajos (NED)            | Maarten Brzoskowski                  |
| Tiempo de Selección olímpica @– 1:50.23 | 1               |                               |                                      |
| Sitios de universalidad                 | 1               |                               |                                      |
| Total                                   | 19              |                               |                                      |

#### Hombres  400 m freestyle
| Estándar de cualificación               | Núm. de atletas | NOC                           | #Nadador cualificado                   |
| --------------------------------------- | --------------- | ----------------------------- | -------------------------------------- |
| Olímpico Cualificando Tiempo @– 3:46.78 | 2               | Australia (AUS)               | Jack Alan McLoughlin Elijah Winnington |
| Olímpico Cualificando Tiempo @– 3:46.78 | 2               | Rusia (RUS)                   | Aleksandr Krasnykh Martin Malyutin     |
| Olímpico Cualificando Tiempo @– 3:46.78 | 1               | República Popular China (CHN) | Yang Sol                               |
| Olímpico Cualificando Tiempo @– 3:46.78 | 1               | Alemania (GER)                | Florian Wellbrock                      |
| Olímpico Cualificando Tiempo @– 3:46.78 | 1               | Lituania (LTU)                | Danas Rapšys                           |
| Tiempo de Selección olímpica @– 3:53.58 | 1               |                               |                                        |
| Sitios de universalidad                 | 1               |                               |                                        |
| Total                                   | 8               |                               |                                        |

#### Hombres  800 m freestyle
| Estándar de cualificación               | Núm. de atletas | NOC                           | #Nadador cualificado                |
| --------------------------------------- | --------------- | ----------------------------- | ----------------------------------- |
| Olímpico Cualificando Tiempo @– 7:54.31 | 2               | Francia (FRA)                 | David Aubry Damien Joly             |
| Olímpico Cualificando Tiempo @– 7:54.31 | 2               | Alemania (GER)                | Florian Wellbrock Ruwen Straub      |
| Olímpico Cualificando Tiempo @– 7:54.31 | 2               | Italia (ITA)                  | Gabriele Detti Gregorio Paltrinieri |
| Olímpico Cualificando Tiempo @– 7:54.31 | 2               | Rusia (RUS)                   | Ilia Druzhinin Aleksandr Egorov     |
| Olímpico Cualificando Tiempo @– 7:54.31 | 2               | Ucrania (UKR)                 | Serhiy FrolovMykhailo Romanchuk     |
| Olímpico Cualificando Tiempo @– 7:54.31 | 1               | Australia (AUS)               | Jack Alan McLoughlin                |
| Olímpico Cualificando Tiempo @– 7:54.31 | 1               | Brasil (BRA)                  | Guilherme Costa                     |
| Olímpico Cualificando Tiempo @– 7:54.31 | 1               | República Popular China (CHN) | Yang Sol                            |
| Olímpico Cualificando Tiempo @– 7:54.31 | 1               | Croacia (CRO)                 | Franko Grgić                        |
| Olímpico Cualificando Tiempo @– 7:54.31 | 1               | República Checa (CZE)         | Jan Micka                           |
| Olímpico Cualificando Tiempo @– 7:54.31 | 1               | Dinamarca (DEN)               | Anton Ipsen                         |
| Olímpico Cualificando Tiempo @– 7:54.31 | 1               | Reino Unido (GBR)             | Daniel Jervis                       |
| Olímpico Cualificando Tiempo @– 7:54.31 | 1               | Noruega (NOR)                 | Henrik Christiansen                 |
| Olímpico Cualificando Tiempo @– 7:54.31 | 1               | Serbia (SRB)                  | Vuk Čelić                           |
| Olímpico Cualificando Tiempo @– 7:54.31 | 1               | Estados Unidos (USA)          | Zane Grothe                         |
| Tiempo de Selección olímpica @– 8:08.54 | 1               |                               |                                     |
| Sitios de universalidad                 | 1               |                               |                                     |
| Total                                   | 20              |                               |                                     |

#### Hombres  1500 m freestyle
| Estándar de cualificación                | Núm. de atletas | NOC                           | #Nadador cualificado                 |
| ---------------------------------------- | --------------- | ----------------------------- | ------------------------------------ |
| Olímpico Cualificando Tiempo @– 15:00.99 | 2               | Croacia (CRO)                 | Franko GrgićMarin Mogić              |
| Olímpico Cualificando Tiempo @– 15:00.99 | 2               | Dinamarca (DEN)               | Anton Ipsen Alexander Aslak Norgaard |
| Olímpico Cualificando Tiempo @– 15:00.99 | 2               | Francia (FRA)                 | David Aubry Damien Joly              |
| Olímpico Cualificando Tiempo @– 15:00.99 | 2               | Alemania (GER)                | Florian Wellbrock Ruwen Straub       |
| Olímpico Cualificando Tiempo @– 15:00.99 | 1               | Australia (AUS)               | Jack Alan McLoughlin                 |
| Olímpico Cualificando Tiempo @– 15:00.99 | 1               | Brasil (BRA)                  | Guilherme Costa                      |
| Olímpico Cualificando Tiempo @– 15:00.99 | 1               | República Popular China (CHN) | Yang Sol                             |
| Olímpico Cualificando Tiempo @– 15:00.99 | 1               | República Checa (CZE)         | Jan Micka                            |
| Olímpico Cualificando Tiempo @– 15:00.99 | 1               | Reino Unido (GBR)             | Daniel Jervis                        |
| Olímpico Cualificando Tiempo @– 15:00.99 | 1               | Italia (ITA)                  | Gregorio Paltrinieri                 |
| Olímpico Cualificando Tiempo @– 15:00.99 | 1               | Noruega (NOR)                 | Henrik Christiansen                  |
| Olímpico Cualificando Tiempo @– 15:00.99 | 1               | Polonia (POL)                 | Wojciech Wojdak                      |
| Olímpico Cualificando Tiempo @– 15:00.99 | 1               | Rusia (RUS)                   | Ilia Druzhinin                       |
| Tiempo de Selección olímpica @– 15:28.02 | 1               |                               |                                      |
| Sitios de universalidad                  | 1               |                               |                                      |
| Total                                    | 14              |                               |                                      |

#### Hombres  100 m backstroke
| Estándar de cualificación             | Núm. de atletas | NOC                           | #Nadador cualificado             |
| ------------------------------------- | --------------- | ----------------------------- | -------------------------------- |
| Olímpico Cualificando Tiempo @– 53.85 | 2               | Australia (AUS)               | Mitchell Larkin William Xu Yang  |
| Olímpico Cualificando Tiempo @– 53.85 | 2               | Rusia (RUS)                   | Evgeny Rylov Kliment Koloehnikov |
| Olímpico Cualificando Tiempo @– 53.85 | 2               | Estados Unidos (USA)          | Ryan Murphy Mate Grevers         |
| Olímpico Cualificando Tiempo @– 53.85 | 1               | Brasil (BRA)                  | Guilherme Guido                  |
| Olímpico Cualificando Tiempo @– 53.85 | 1               | Canadá (CAN)                  | Markus Thormeyer                 |
| Olímpico Cualificando Tiempo @– 53.85 | 1               | República Popular China (CHN) | Jiayu Xu                         |
| Olímpico Cualificando Tiempo @– 53.85 | 1               | Irlanda (IRL)                 | Shane Ryan                       |
| Olímpico Cualificando Tiempo @– 53.85 | 1               | Italia (ITA)                  | Thomas Ceccon                    |
| Olímpico Cualificando Tiempo @– 53.85 | 1               | Japón (JPN)                   | Ryosuke Irie                     |
| Olímpico Cualificando Tiempo @– 53.85 | 1               | Rumania (ROU)                 | Robert Glință                    |
| Tiempo de Selección olímpica @– 55.47 | 1               |                               |                                  |
| Sitios de universalidad               | 1               |                               |                                  |
| Total                                 | 9               |                               |                                  |

#### Hombres  200 m backstroke
| Estándar de cualificación               | Núm. de atletas | NOC                           | #Nadador cualificado                  |
| --------------------------------------- | --------------- | ----------------------------- | ------------------------------------- |
| Olímpico Cualificando Tiempo @– 1:57.50 | 2               | Australia (AUS)               | Mitchell Larkin Tristan Jason Hollard |
| Olímpico Cualificando Tiempo @– 1:57.50 | 2               | República Popular China (CHN) | Jiayu Xu Huangyuan Li                 |
| Olímpico Cualificando Tiempo @– 1:57.50 | 1               | Reino Unido (GBR)             | Luke Greenbank Brodie Williams        |
| Olímpico Cualificando Tiempo @– 1:57.50 | 2               | Japón (JPN)                   | Ryosuke Irie Keita Sunama             |
| Olímpico Cualificando Tiempo @– 1:57.50 | 2               | Rusia (RUS)                   | Evgeny Rylov Kliment Koloehnikov      |
| Olímpico Cualificando Tiempo @– 1:57.50 | 2               | Estados Unidos (USA)          | Ryan Murphy Jacob Pebley              |
| Olímpico Cualificando Tiempo @– 1:57.50 | 1               | Canadá (CAN)                  | Markus Thormeyer                      |
| Olímpico Cualificando Tiempo @– 1:57.50 | 1               | Alemania (GER)                | Cristiano Diener                      |
| Olímpico Cualificando Tiempo @– 1:57.50 | 1               | Hungría (HUN)                 | Adam Telegdy                          |
| Olímpico Cualificando Tiempo @– 1:57.50 | 1               | Italia (ITA)                  | Matteo Restivo                        |
| Olímpico Cualificando Tiempo @– 1:57.50 | 1               | Polonia (POL)                 | Radoslaw Kawecki                      |
| Olímpico Cualificando Tiempo @– 1:57.50 | 1               | Sudáfrica (RSA)               | Chris Reid                            |
| Tiempo de Selección olímpica @– 2:01.03 | 1               |                               |                                       |
| Sitios de universalidad                 | 1               |                               |                                       |
| Total                                   | 12              |                               |                                       |

#### Hombres  100 m braza
| Estándar de cualificación               | Núm. de atletas | NOC                           | #Nadador cualificado                               |
| --------------------------------------- | --------------- | ----------------------------- | -------------------------------------------------- |
| Olímpico Cualificando Tiempo @– 59.93   | 2               | Brasil (BRA)                  | Joao Gomes Felipe Lima                             |
| Olímpico Cualificando Tiempo @– 59.93   | 2               | República Popular China (CHN) | Zibei Yan Lizhuo Wang                              |
| Olímpico Cualificando Tiempo @– 59.93   | 2               | Reino Unido (GBR)             | Adam James Turboso Wilby                           |
| Olímpico Cualificando Tiempo @– 59.93   | 2               | Italia (ITA)                  | Fabio Scozzoli Nicolo Martinenghi                  |
| Olímpico Cualificando Tiempo @– 59.93   | 2               | Japón (JPN)                   | Yasuhiro Koseki Ippei Watanabe                     |
| Olímpico Cualificando Tiempo @– 59.93   | 2               | Portugal (POR)                | Francisco Robalo Quintas Alexandre Amorim Ferreira |
| Olímpico Cualificando Tiempo @– 59.93   | 2               | Rusia (RUS)                   | Anton Chupkov Kirill Prigoda                       |
| Olímpico Cualificando Tiempo @– 59.93   | 2               | Estados Unidos (USA)          | Cody Miller Michael Andrew                         |
| Olímpico Cualificando Tiempo @– 59.93   | 1               | Australia (AUS)               | Matthew Wilson                                     |
| Olímpico Cualificando Tiempo @– 59.93   | 1               | Bielorrusia (BLR)             | Ilya Shymanovich                                   |
| Olímpico Cualificando Tiempo @– 59.93   | 1               | Dinamarca (DEN)               | Tobias Bjerg                                       |
| Olímpico Cualificando Tiempo @– 59.93   | 1               | Lituania (LTU)                | Andrius Šidlauskas                                 |
| Olímpico Cualificando Tiempo @– 59.93   | 1               | Países Bajos (NED)            | Arno Kamminga                                      |
| Olímpico Cualificando Tiempo @– 59.93   | 1               | Serbia (SRB)                  | Čaba Silađi                                        |
| Olímpico Cualificando Tiempo @– 59.93   | 1               | Turquía (TUR)                 | Berkay-Ömer Öğretir                                |
| Tiempo de Selección olímpica @– 1:01.73 | 1               |                               |                                                    |
| Sitios de universalidad                 | 1               |                               |                                                    |
| Total                                   | 21              |                               |                                                    |

#### Hombres  200 m braza
| Estándar de cualificación               | Núm. de atletas | NOC                           | #Nadador cualificado                   |
| --------------------------------------- | --------------- | ----------------------------- | -------------------------------------- |
| Olímpico Cualificando Tiempo @– 2:10.35 | 2               | Australia (AUS)               | Matthew Wilson Zac Stubbletty-Cocinero |
| Olímpico Cualificando Tiempo @– 2:10.35 | 2               | República Popular China (CHN) | Haiyang Qin Ruixuan Zhang              |
| Olímpico Cualificando Tiempo @– 2:10.35 | 2               | Alemania (GER)                | Marco Koch Maximilian Pilger           |
| Olímpico Cualificando Tiempo @– 2:10.35 | 2               | Reino Unido (GBR)             | James Wilby Ross Murdoch               |
| Olímpico Cualificando Tiempo @– 2:10.35 | 2               | Japón (JPN)                   | Ippei Watanabe Kazuki Kohinata         |
| Olímpico Cualificando Tiempo @– 2:10.35 | 2               | Rusia (RUS)                   | Anton Chupkov Kirill Prigoda           |
| Olímpico Cualificando Tiempo @– 2:10.35 | 2               | Estados Unidos (USA)          | Cody Miller Licon                      |
| Olímpico Cualificando Tiempo @– 2:10.35 | 1               | Finlandia (FIN)               | Matti Mattsson                         |
| Olímpico Cualificando Tiempo @– 2:10.35 | 1               | Irlanda (IRL)                 | Darragh Greene                         |
| Olímpico Cualificando Tiempo @– 2:10.35 | 1               | Italia (ITA)                  | Luca Pizzini                           |
| Olímpico Cualificando Tiempo @– 2:10.35 | 1               | Kazajistán (KAZ)              | Dmitriy Balandin                       |
| Olímpico Cualificando Tiempo @– 2:10.35 | 1               | Países Bajos (NED)            | Arno Kamminga                          |
| Olímpico Cualificando Tiempo @– 2:10.35 | 2               | Portugal (POR)                | Francisco Robalo Quintas               |
| Olímpico Cualificando Tiempo @– 2:10.35 | 1               | Suecia (SWE)                  | Erik Persson                           |
| Tiempo de Selección olímpica @– 2:14.26 | 1               |                               |                                        |
| Sitios de universalidad                 | 1               |                               |                                        |
| Total                                   | 19              |                               |                                        |

#### Hombres  100 m mariposa
| Estándar de cualificación             | Núm. de atletas | NOC                           | #Nadador cualificado                     |
| ------------------------------------- | --------------- | ----------------------------- | ---------------------------------------- |
| Olímpico Cualificando Tiempo @– 51.96 | 2               | Australia (AUS)               | Templo de Matthew de Morgan de David     |
| Olímpico Cualificando Tiempo @– 51.96 | 2               | Japón (JPN)                   | Naoki Mizunuma Tayaka Yasue              |
| Olímpico Cualificando Tiempo @– 51.96 | 2               | Sudáfrica (RSA)               | Tipo de Chad Bertra Le Clos Ryan Coetzee |
| Olímpico Cualificando Tiempo @– 51.96 | 2               | Estados Unidos (USA)          | Caeleb Dressel Michael Andrew            |
| Olímpico Cualificando Tiempo @– 51.96 | 1               | República Popular China (CHN) | Zhuhao Li                                |
| Olímpico Cualificando Tiempo @– 51.96 | 1               | Francia (FRA)                 | Mehdy Metella                            |
| Olímpico Cualificando Tiempo @– 51.96 | 1               | Alemania (GER)                | Marius Kusch                             |
| Olímpico Cualificando Tiempo @– 51.96 | 1               | Guatemala (GUA)               | Luis Martínez                            |
| Olímpico Cualificando Tiempo @– 51.96 | 1               | Hungría (HUN)                 | Kristof Milak                            |
| Olímpico Cualificando Tiempo @– 51.96 | 1               | Italia (ITA)                  | Piero Codia                              |
| Olímpico Cualificando Tiempo @– 51.96 | 1               | Rusia (RUS)                   | Andrey Minakov                           |
| Olímpico Cualificando Tiempo @– 51.96 | 1               | Serbia (SRB)                  | Szebasztian Szabo                        |
| Tiempo de Selección olímpica @– 53.52 | 1               |                               |                                          |
| Sitios de universalidad               | 1               |                               |                                          |
| Total                                 | 14              |                               |                                          |

#### Hombres  200 m mariposa
| Estándar de cualificación               | Núm. de atletas | NOC                  | #Nadador cualificado          |
| --------------------------------------- | --------------- | -------------------- | ----------------------------- |
| Olímpico Cualificando Tiempo @– 1:56.48 | 2               | Australia (AUS)      | David Morgan Grant Irvine     |
| Olímpico Cualificando Tiempo @– 1:56.48 | 2               | Hungría (HUN)        | Kristof Milak Tamas Kenderesi |
| Olímpico Cualificando Tiempo @– 1:56.48 | 2               | Japón (JPN)          | Daiya Seto Masato Sakai       |
| Olímpico Cualificando Tiempo @– 1:56.48 | 2               | Estados Unidos (USA) | Caeleb Dressel Luca Urlando   |
| Olímpico Cualificando Tiempo @– 1:56.48 | 1               | Brasil (BRA)         | Leonardo de Deus              |
| Olímpico Cualificando Tiempo @– 1:56.48 | 1               | Bulgaria (BUL)       | Antani Ivanov                 |
| Olímpico Cualificando Tiempo @– 1:56.48 | 1               | Alemania (GER)       | David Thomasberger            |
| Olímpico Cualificando Tiempo @– 1:56.48 | 1               | Italia (ITA)         | Federico Burdisso             |
| Olímpico Cualificando Tiempo @– 1:56.48 | 1               | Sudáfrica (RSA)      | Tipo de Chad Le Clos          |
| Tiempo de Selección olímpica @– 1:59.97 | 1               |                      |                               |
| Sitios de universalidad                 | 1               |                      |                               |
| Total                                   | 6               |                      |                               |

#### Hombres  200 m individuales medley
| Estándar de cualificación               | Núm. de atletas | NOC                           | #Nadador cualificado                 |
| --------------------------------------- | --------------- | ----------------------------- | ------------------------------------ |
| Olímpico Cualificando Tiempo @– 1:59.67 | 2               | Australia (AUS)               | Mitchell Larkin Thomas Fraser-Holmes |
| Olímpico Cualificando Tiempo @– 1:59.67 | 2               | Brasil (BRA)                  | Caio Pumputis Leonardo Coehlo Santos |
| Olímpico Cualificando Tiempo @– 1:59.67 | 2               | República Popular China (CHN) | Rehuye Wng Haiyang Qin               |
| Olímpico Cualificando Tiempo @– 1:59.67 | 2               | Reino Unido (GBR)             | Duncan Scott Tom Dean                |
| Olímpico Cualificando Tiempo @– 1:59.67 | 2               | Hungría (HUN)                 | Laszlo Csech Peter Bernek            |
| Olímpico Cualificando Tiempo @– 1:59.67 | 2               | Japón (JPN)                   | Daiya Seto Juran Mizohata            |
| Olímpico Cualificando Tiempo @– 1:59.67 | 2               | Portugal (POR)                | Gabriel LópesAlexis Santos           |
| Olímpico Cualificando Tiempo @– 1:59.67 | 2               | Estados Unidos (USA)          | Michael Andrew Chase Kalisz          |
| Olímpico Cualificando Tiempo @– 1:59.67 | 1               | Alemania (GER)                | Phillip Heintz                       |
| Olímpico Cualificando Tiempo @– 1:59.67 | 1               | Rusia (RUS)                   | Andrey Zhilkin                       |
| Olímpico Cualificando Tiempo @– 1:59.67 | 1               | España (ESP)                  | Hugo Gonzalez                        |
| Olímpico Cualificando Tiempo @– 1:59.67 | 1               | Suiza (SUI)                   | Jérémy Desplanches                   |
| Tiempo de Selección olímpica @– 2:03.26 | 1               |                               |                                      |
| Sitios de universalidad                 | 1               |                               |                                      |
| Total                                   | 17              |                               |                                      |

#### Hombres  400 m individuales medley
| Estándar de cualificación               | Núm. de atletas | NOC                  | #Nadador cualificado                 |
| --------------------------------------- | --------------- | -------------------- | ------------------------------------ |
| Olímpico Cualificando Tiempo @– 4:15.84 | 2               | Australia (AUS)      | Thomas Fraser-Holmes Mitchell Larkin |
| Olímpico Cualificando Tiempo @– 4:15.84 | 2               | Hungría (HUN)        | Davis Verraszto Peter Bernek         |
| Olímpico Cualificando Tiempo @– 4:15.84 | 2               | Japón (JPN)          | Daiya Seto Takeharu Fujimori         |
| Olímpico Cualificando Tiempo @– 4:15.84 | 2               | Estados Unidos (USA) | Chase Kalisz Jay Litherland          |
| Olímpico Cualificando Tiempo @– 4:15.84 | 1               | Alemania (GER)       | Phillip Heintz                       |
| Olímpico Cualificando Tiempo @– 4:15.84 | 1               | Reino Unido (GBR)    | Max Litchfield                       |
| Olímpico Cualificando Tiempo @– 4:15.84 | 1               | Italia (ITA)         | Pierre Andrea Matteazzi              |
| Olímpico Cualificando Tiempo @– 4:15.84 | 1               | Países Bajos (NED)   | Arjan Knipping                       |
| Olímpico Cualificando Tiempo @– 4:15.84 | 1               | Nueva Zelanda (NZL)  | Lewis Clareburt                      |
| Olímpico Cualificando Tiempo @– 4:15.84 | 1               | España (ESP)         | Joanllu Pons                         |
| Olímpico Cualificando Tiempo @– 4:15.84 | 1               | Suiza (SUI)          | Jérémy Desplanches                   |
| Tiempo de Selección olímpica @– 4:21.46 | 1               |                      |                                      |
| Sitios de universalidad                 | 1               |                      |                                      |
| Total                                   | 13              |                      |                                      |

### Los acontecimientos individuales de las mujeres

#### Mujeres  50 m freestyle
| Estándar de cualificación             | Núm. de atletas | NOC                           | #Nadador cualificado                |
| ------------------------------------- | --------------- | ----------------------------- | ----------------------------------- |
| Olímpico Cualificando Tiempo @– 24.77 | 2               | Australia (AUS)               | Cate Campbell Bronte Campbell       |
| Olímpico Cualificando Tiempo @– 24.77 | 2               | República Popular China (CHN) | Xiang Liu Quingfeng Wu              |
| Olímpico Cualificando Tiempo @– 24.77 | 2               | Países Bajos (NED)            | Femke Heemskerk Ranomi Kromiwidjojo |
| Olímpico Cualificando Tiempo @– 24.77 | 1               | Brasil (BRA)                  | Etiene Medeiros                     |
| Olímpico Cualificando Tiempo @– 24.77 | 1               | Dinamarca (DEN)               | Pernille Blume                      |
| Olímpico Cualificando Tiempo @– 24.77 | 1               | Francia (FRA)                 | Charlotte Sombrero                  |
| Olímpico Cualificando Tiempo @– 24.77 | 1               | Rusia (RUS)                   | Mariia Kameneva                     |
| Olímpico Cualificando Tiempo @– 24.77 | 1               | Polonia (POL)                 | Katarzyna Wasick                    |
| Olímpico Cualificando Tiempo @– 24.77 | 1               | Suecia (SWE)                  | Sahar Sjoestroem                    |
| Olímpico Cualificando Tiempo @– 24.77 | 1               | Estados Unidos (USA)          | Simone Manuel                       |
| Tiempo de Selección olímpica @– 25.51 | 1               |                               |                                     |
| Sitios de universalidad               | 1               |                               |                                     |
| Total                                 | 10              |                               |                                     |

#### Mujeres  100 m freestyle
| Estándar de cualificación             | Núm. de atletas | NOC                           | #Nadador cualificado                     |
| ------------------------------------- | --------------- | ----------------------------- | ---------------------------------------- |
| Olímpico Cualificando Tiempo @– 54.38 | 2               | Australia (AUS)               | Cate Campbell Emma McKeon                |
| Olímpico Cualificando Tiempo @– 54.38 | 2               | Canadá (CAN)                  | Taylor Ruck Penique Oleksiak             |
| Olímpico Cualificando Tiempo @– 54.38 | 2               | Dinamarca (DEN)               | Pernille Blume Signe Bro                 |
| Olímpico Cualificando Tiempo @– 54.38 | 2               | Francia (FRA)                 | Charlotte Sombrero Beryl Gastaldello     |
| Olímpico Cualificando Tiempo @– 54.38 | 2               | Reino Unido (GBR)             | Freya Ann Alexandra Anderson Anna Hopkin |
| Olímpico Cualificando Tiempo @– 54.38 | 2               | Países Bajos (NED)            | Femke Heemskerk Ranomi Kromiwidjojo      |
| Olímpico Cualificando Tiempo @– 54.38 | 2               | Suecia (SWE)                  | Sarah Sjöström Michelle Coleman          |
| Olímpico Cualificando Tiempo @– 54.38 | 2               | Estados Unidos (USA)          | Simone Manuel Mallory Comerford          |
| Olímpico Cualificando Tiempo @– 54.38 | 1               | República Popular China (CHN) | Junxuan Yang                             |
| Olímpico Cualificando Tiempo @– 54.38 | 1               | República Checa (CZE)         | Barbora Seemanová                        |
| Olímpico Cualificando Tiempo @– 54.38 | 1               | Hong Kong (HKG)               | Siobhan Haughey                          |
| Olímpico Cualificando Tiempo @– 54.38 | 1               | Italia (ITA)                  | Federica Pellegrini                      |
| Olímpico Cualificando Tiempo @– 54.38 | 1               | Japón (JPN)                   | Rika Omoto                               |
| Olímpico Cualificando Tiempo @– 54.38 | 1               | Polonia (POL)                 | Katarzyna Wasick                         |
| Olímpico Cualificando Tiempo @– 54.38 | 1               | Sudáfrica (RSA)               | Erin Gallagher                           |
| Olímpico Cualificando Tiempo @– 54.38 | 1               | Rusia (RUS)                   | Mariia Kameneva                          |
| Tiempo de Selección olímpica @– 56.01 | 1               |                               |                                          |
| Sitios de universalidad               | 1               |                               |                                          |
| Total                                 | 20              |                               |                                          |

#### Mujeres  200 m freestyle
| Estándar de cualificación               | Núm. de atletas | NOC                           | #Nadador cualificado           |
| --------------------------------------- | --------------- | ----------------------------- | ------------------------------ |
| Olímpico Cualificando Tiempo @– 1:57.28 | 2               | Australia (AUS)               | Ariarne Titmus Emma McKeon     |
| Olímpico Cualificando Tiempo @– 1:57.28 | 2               | Canadá (CAN)                  | Taylor Ruck Penique Oleksiak   |
| Olímpico Cualificando Tiempo @– 1:57.28 | 2               | Estados Unidos (USA)          | Katie Ledecky Katie McLaughlin |
| Olímpico Cualificando Tiempo @– 1:57.28 | 1               | República Popular China (CHN) | Junxuan Yang                   |
| Olímpico Cualificando Tiempo @– 1:57.28 | 1               | Francia (FRA)                 | Charlotte Sombrero             |
| Olímpico Cualificando Tiempo @– 1:57.28 | 1               | Hong Kong (HKG)               | Siobhan Haughey                |
| Olímpico Cualificando Tiempo @– 1:57.28 | 1               | Hungría (HUN)                 | Katinka Hosszu                 |
| Olímpico Cualificando Tiempo @– 1:57.28 | 1               | Italia (ITA)                  | Federica Pellegrini            |
| Olímpico Cualificando Tiempo @– 1:57.28 | 1               | Países Bajos (NED)            | Femke Heemskerk                |
| Olímpico Cualificando Tiempo @– 1:57.28 | 1               | Rusia (RUS)                   | Veronika Adrunsenko            |
| Olímpico Cualificando Tiempo @– 1:57.28 | 1               | Suecia (SWE)                  | Sarah Sjöström                 |
| Tiempo de Selección olímpica @– 2:00.80 | 1               |                               |                                |
| Sitios de universalidad                 | 1               |                               |                                |
| Total                                   | 16              |                               |                                |

#### Mujeres  400 m freestyle
| Estándar de cualificación               | Núm. de atletas | NOC                           | #Nadador cualificado             |
| --------------------------------------- | --------------- | ----------------------------- | -------------------------------- |
| Olímpico Cualificando Tiempo @– 4:07.90 | 2               | Australia (AUS)               | Ariarne Titmus Kiah Melverton    |
| Olímpico Cualificando Tiempo @– 4:07.90 | 2               | República Popular China (CHN) | Bingjie Li Jianjiahe Wang        |
| Olímpico Cualificando Tiempo @– 4:07.90 | 2               | Hungría (HUN)                 | Katinka Hosszu Ajna Kesely       |
| Olímpico Cualificando Tiempo @– 4:07.90 | 2               | Rusia (RUS)                   | Veronika Adrunsenko Anna Egoreva |
| Olímpico Cualificando Tiempo @– 4:07.90 | 2               | Estados Unidos (USA)          | Katie Ledecky Leah Smith         |
| Olímpico Cualificando Tiempo @– 4:07.90 | 1               | Argentina (ARG)               | Delfina Pignatiello              |
| Olímpico Cualificando Tiempo @– 4:07.90 | 1               | Alemania (GER)                | Leonie Beck                      |
| Olímpico Cualificando Tiempo @– 4:07.90 | 1               | Italia (ITA)                  | Simona Quadarella                |
| Tiempo de Selección olímpica @– 4:15.34 | 1               |                               |                                  |
| Sitios de universalidad                 | 1               |                               |                                  |
| Total                                   | 11              |                               |                                  |

#### Mujeres  800 m freestyle
| Estándar de cualificación               | Núm. de atletas | NOC                           | #Nadador cualificado          |
| --------------------------------------- | --------------- | ----------------------------- | ----------------------------- |
| Olímpico Cualificando Tiempo @– 8:33.36 | 2               | Australia (AUS)               | Ariarne Titmus Kiah Melverton |
| Olímpico Cualificando Tiempo @– 8:33.36 | 2               | República Popular China (CHN) | Jianjiahe Wang Bingjie Li     |
| Olímpico Cualificando Tiempo @– 8:33.36 | 2               | Alemania (GER)                | Sarah Köhler Leonie Beck      |
| Olímpico Cualificando Tiempo @– 8:33.36 | 2               | Japón (JPN)                   | Waka Kobori Yukimi Moriyama   |
| Olímpico Cualificando Tiempo @– 8:33.36 | 2               | Estados Unidos (USA)          | Katie Ledecky Leah Smith      |
| Olímpico Cualificando Tiempo @– 8:33.36 | 1               | Argentina (ARG)               | Delfina Pignatiello           |
| Olímpico Cualificando Tiempo @– 8:33.36 | 1               | Hungría (HUN)                 | Ajna Kesely                   |
| Olímpico Cualificando Tiempo @– 8:33.36 | 1               | Italia (ITA)                  | Alisia Tettamanzi             |
| Olímpico Cualificando Tiempo @– 8:33.36 | 1               | Liechtenstein (LIE)           | Julia Hassler                 |
| Olímpico Cualificando Tiempo @– 8:33.36 | 1               | Rusia (RUS)                   | Anna Egorova                  |
| Olímpico Cualificando Tiempo @– 8:33.36 | 1               | España (ESP)                  | Mieria Belmonte               |
| Tiempo de Selección olímpica @– 8:48.76 | 1               |                               |                               |
| Sitios de universalidad                 | 1               |                               |                               |
| Total                                   | 13              |                               |                               |

#### Mujeres  1500 m freestyle
| Estándar de cualificación                | Núm. de atletas | NOC                           | #Nadador cualificado                    |
| ---------------------------------------- | --------------- | ----------------------------- | --------------------------------------- |
| Olímpico Cualificando Tiempo @– 16:32.04 | 2               | Australia (AUS)               | Maddy GoughKiah Melverton               |
| Olímpico Cualificando Tiempo @– 16:32.04 | 2               | República Popular China (CHN) | Jianjiahe Wang Ke Zhang                 |
| Olímpico Cualificando Tiempo @– 16:32.04 | 2               | Alemania (GER)                | Sarah Köhler Lea Chico                  |
| Olímpico Cualificando Tiempo @– 16:32.04 | 2               | Hungría (HUN)                 | Boglarka Kapas Ajna Kesely              |
| Olímpico Cualificando Tiempo @– 16:32.04 | 2               | Italia (ITA)                  | Simona Quadarella Giulia Gabbrielleschi |
| Olímpico Cualificando Tiempo @– 16:32.04 | 2               | Japón (JPN)                   | Waka Kobori Yukimi Moriyama             |
| Olímpico Cualificando Tiempo @– 16:32.04 | 2               | Portugal (POR)                | Diana DurãesTamila Holub                |
| Olímpico Cualificando Tiempo @– 16:32.04 | 2               | España (ESP)                  | Mireia BElmonte Jimena Perez Blanco     |
| Olímpico Cualificando Tiempo @– 16:32.04 | 2               | Estados Unidos (USA)          | Erika SullivanHanna Moore               |
| Olímpico Cualificando Tiempo @– 16:32.04 | 1               | Argentina (ARG)               | Delfina Pignatiello                     |
| Olímpico Cualificando Tiempo @– 16:32.04 | 1               | Austria (AUT)                 | Marlene Kahler                          |
| Olímpico Cualificando Tiempo @– 16:32.04 | 1               | Canadá (CAN)                  | Mackenzie Padington                     |
| Olímpico Cualificando Tiempo @– 16:32.04 | 1               | Chile (CHI)                   | Kristel Köbrich                         |
| Olímpico Cualificando Tiempo @– 16:32.04 | 1               | Brasil (BRA)                  | Viviane Jungblut                        |
| Olímpico Cualificando Tiempo @– 16:32.04 | 1               | Francia (FRA)                 | Lara Grangeon                           |
| Olímpico Cualificando Tiempo @– 16:32.04 | 1               | Liechtenstein (LIE)           | Julia Hassler                           |
| Olímpico Cualificando Tiempo @– 16:32.04 | 1               | Rusia (RUS)                   | Anastasiia Kirpichnikova                |
| Olímpico Cualificando Tiempo @– 16:32.04 | 1               | Eslovenia (SLO)               | Tjaša Oder                              |
| Tiempo de Selección olímpica @– 17:01.80 | 1               |                               |                                         |
| Sitios de universalidad                  | 1               |                               |                                         |
| Total                                    | 24              |                               |                                         |

#### Mujeres  100 m backstroke
| Estándar de cualificación               | Núm. de atletas | NOC                           | #Nadador cualificado              |
| --------------------------------------- | --------------- | ----------------------------- | --------------------------------- |
| Olímpico Cualificando Tiempo @– 1:00.25 | 2               | Australia (AUS)               | Minna Atherton Kaylee McKeown     |
| Olímpico Cualificando Tiempo @– 1:00.25 | 2               | Canadá (CAN)                  | Kylie Masse Taylor Ruck           |
| Olímpico Cualificando Tiempo @– 1:00.25 | 2               | República Popular China (CHN) | Yuanhui Fu Jie Chen               |
| Olímpico Cualificando Tiempo @– 1:00.25 | 2               | Rusia (RUS)                   | Daria Vaskina Anastasiia Fesikova |
| Olímpico Cualificando Tiempo @– 1:00.25 | 2               | Estados Unidos (USA)          | Regan Smith Olivia Smoliga        |
| Olímpico Cualificando Tiempo @– 1:00.25 | 1               | Brasil (BRA)                  | Etiene Medeiros                   |
| Olímpico Cualificando Tiempo @– 1:00.25 | 1               | República Checa (CZE)         | Simona Kubová                     |
| Olímpico Cualificando Tiempo @– 1:00.25 | 1               | Francia (FRA)                 | Beryl Gastaldello                 |
| Olímpico Cualificando Tiempo @– 1:00.25 | 1               | Hungría (HUN)                 | Katinka Hosszu                    |
| Olímpico Cualificando Tiempo @– 1:00.25 | 1               | Italia (ITA)                  | Margherita Panziera               |
| Olímpico Cualificando Tiempo @– 1:00.25 | 1               | Japón (JPN)                   | Natsumi Sakai                     |
| Olímpico Cualificando Tiempo @– 1:00.25 | 1               | Países Bajos (NED)            | Kira Toussaint                    |
| Tiempo de Selección olímpica @– 1:02.06 | 1               |                               |                                   |
| Sitios de universalidad                 | 1               |                               |                                   |
| Total                                   | 17              |                               |                                   |

#### Mujeres  200 m backstroke
| Estándar de cualificación               | Núm. de atletas | NOC                           | #Nadador cualificado                   |
| --------------------------------------- | --------------- | ----------------------------- | -------------------------------------- |
| Olímpico Cualificando Tiempo @– 2:10.39 | 2               | Australia (AUS)               | Minna Atherton Kylee McKeown           |
| Olímpico Cualificando Tiempo @– 2:10.39 | 2               | Canadá (CAN)                  | Kylie Masse Taylor Ruck                |
| Olímpico Cualificando Tiempo @– 2:10.39 | 2               | República Popular China (CHN) | Yaxin Liu Xuwei Peng                   |
| Olímpico Cualificando Tiempo @– 2:10.39 | 2               | Hungría (HUN)                 | Katinka Hosszu Katalin Burian          |
| Olímpico Cualificando Tiempo @– 2:10.39 | 2               | Rusia (RUS)                   | Daria Ustinova Anastasiia Fesikova     |
| Olímpico Cualificando Tiempo @– 2:10.39 | 2               | Estados Unidos (USA)          | Panadero de Kathleen de Smith de Regan |
| Olímpico Cualificando Tiempo @– 2:10.39 | 1               | Reino Unido (GBR)             | Jessica Fullalove                      |
| Olímpico Cualificando Tiempo @– 2:10.39 | 1               | Italia (ITA)                  | Margherita Panziera                    |
| Olímpico Cualificando Tiempo @– 2:10.39 | 1               | Japón (JPN)                   | Natsumi Sakai                          |
| Olímpico Cualificando Tiempo @– 2:10.39 | 1               | Corea del Sur (KOR)           | Dasol Im                               |
| Olímpico Cualificando Tiempo @– 2:10.39 | 1               | España (ESP)                  | África Zamorano                        |
| Olímpico Cualificando Tiempo @– 2:10.39 | 1               | Nueva Zelanda (NZL)           | Ali Galyer                             |
| Tiempo de Selección olímpica @– 2:14.30 | 1               |                               |                                        |
| Sitios de universalidad                 | 1               |                               |                                        |
| Total                                   | 16              |                               |                                        |

#### Mujeres  100 m braza
| Estándar de cualificación               | Núm. de atletas | NOC                  | #Nadador cualificado                |
| --------------------------------------- | --------------- | -------------------- | ----------------------------------- |
| Olímpico Cualificando Tiempo @– 1:07.07 | 2               | Italia (ITA)         | Arianna Castiglioni Martina Carraro |
| Olímpico Cualificando Tiempo @– 1:07.07 | 2               | Japón (JPN)          | Reona Aoki Satomi Suzuki            |
| Olímpico Cualificando Tiempo @– 1:07.07 | 2               | Rusia (RUS)          | Yuliya Efimova Anna Belousova       |
| Olímpico Cualificando Tiempo @– 1:07.07 | 2               | Estados Unidos (USA) | Lilly King Annie Lazor              |
| Olímpico Cualificando Tiempo @– 1:07.07 | 2               | Australia (AUS)      | Jessica Hansen Abadía Harkin        |
| Olímpico Cualificando Tiempo @– 1:07.07 | 1               | Canadá (CAN)         | Kierra Smith                        |
| Olímpico Cualificando Tiempo @– 1:07.07 | 1               | Países Bajos (NED)   | Tes Schouten                        |
| Olímpico Cualificando Tiempo @– 1:07.07 | 1               | España (ESP)         | Jessica Vall                        |
| Olímpico Cualificando Tiempo @– 1:07.07 | 1               | Sudáfrica (RSA)      | Tatjana Schoenmaker                 |
| Tiempo de Selección olímpica @– 1:09.08 | 1               |                      |                                     |
| Sitios de universalidad                 | 1               |                      |                                     |
| Total                                   | 10              |                      |                                     |

#### Mujeres  200 m braza
| Estándar de cualificación               | Núm. de atletas | NOC                           | #Nadador cualificado                         |
| --------------------------------------- | --------------- | ----------------------------- | -------------------------------------------- |
| Olímpico Cualificando Tiempo @– 2:25.52 | 2               | Australia (AUS)               | Jenna Strauch Taylor McKeown                 |
| Olímpico Cualificando Tiempo @– 2:25.52 | 2               | Canadá (CAN)                  | Sidney Pickrem Lauren Wog                    |
| Olímpico Cualificando Tiempo @– 2:25.52 | 2               | República Popular China (CHN) | Shiwen Ye Yingyao Yu                         |
| Olímpico Cualificando Tiempo @– 2:25.52 | 2               | Japón (JPN)                   | Kanako Watanabe Reona Aoki                   |
| Olímpico Cualificando Tiempo @– 2:25.52 | 2               | Rusia (RUS)                   | Yuliya Efimova Evgeniia Chikunova            |
| Olímpico Cualificando Tiempo @– 2:25.52 | 2               | España (ESP)                  | Marina García Urzainqui Jessica Vall Montero |
| Olímpico Cualificando Tiempo @– 2:25.52 | 2               | Estados Unidos (USA)          | Lilly King Annie Lazor                       |
| Olímpico Cualificando Tiempo @– 2:25.52 | 1               | Argentina (ARG)               | Julia Sebastian                              |
| Olímpico Cualificando Tiempo @– 2:25.52 | 1               | Bélgica (BEL)                 | Fanny Lecluyse                               |
| Olímpico Cualificando Tiempo @– 2:25.52 | 1               | Reino Unido (GBR)             | Molly Renshaw                                |
| Olímpico Cualificando Tiempo @– 2:25.52 | 1               | Italia (ITA)                  | Francesca Fangio                             |
| Olímpico Cualificando Tiempo @– 2:25.52 | 1               | Sudáfrica (RSA)               | Tatjana Schoenmaker                          |
| Tiempo de Selección olímpica @– 2:29.89 | 1               |                               |                                              |
| Sitios de universalidad                 | 1               |                               |                                              |
| Total                                   | 15              |                               |                                              |

#### Mujeres  100 m mariposa
| Estándar de cualificación             | Núm. de atletas | NOC                           | #Nadador cualificado           |
| ------------------------------------- | --------------- | ----------------------------- | ------------------------------ |
| Olímpico Cualificando Tiempo @– 57.92 | 2               | Australia (AUS)               | Emma McKeon Brianna Throssell  |
| Olímpico Cualificando Tiempo @– 57.92 | 2               | Francia (FRA)                 | Beryl Gastaldello Marie Wattel |
| Olímpico Cualificando Tiempo @– 57.92 | 2               | Italia (ITA)                  | Ilaria Bianchi Elena Di Liddo  |
| Olímpico Cualificando Tiempo @– 57.92 | 2               | Suecia (SWE)                  | Sarah Sjöström Louise Hansson  |
| Olímpico Cualificando Tiempo @– 57.92 | 2               | Estados Unidos (USA)          | Kelsie Dahlia Kendyl Stewart   |
| Olímpico Cualificando Tiempo @– 57.92 | 1               | Bielorrusia (BLR)             | Anastasiya Shkurdai            |
| Olímpico Cualificando Tiempo @– 57.92 | 1               | Canadá (CAN)                  | Margaret Macneil               |
| Olímpico Cualificando Tiempo @– 57.92 | 1               | República Popular China (CHN) | Yufei Zhang                    |
| Olímpico Cualificando Tiempo @– 57.92 | 1               | Alemania (GER)                | Angelina Köhler                |
| Olímpico Cualificando Tiempo @– 57.92 | 1               | Japón (JPN)                   | Yui Ohashi                     |
| Olímpico Cualificando Tiempo @– 57.92 | 1               | Sudáfrica (RSA)               | Erin Gallagher                 |
| Olímpico Cualificando Tiempo @– 57.92 | 1               | Rusia (RUS)                   | Svetlana Chimrova              |
| Tiempo de Selección olímpica @– 59.66 | 1               |                               |                                |
| Sitios de universalidad               | 1               |                               |                                |
| Total                                 | 14              |                               |                                |

#### Mujeres  200 m mariposa
| Estándar de cualificación               | Núm. de atletas | NOC                           | #Nadador cualificado          |
| --------------------------------------- | --------------- | ----------------------------- | ----------------------------- |
| Olímpico Cualificando Tiempo @– 2:08.43 | 2               | Australia (AUS)               | Laura Tylor Brianna Throssell |
| Olímpico Cualificando Tiempo @– 2:08.43 | 2               | República Popular China (CHN) | Yufei Zhang Jiamin Zhu        |
| Olímpico Cualificando Tiempo @– 2:08.43 | 2               | Reino Unido (GBR)             | Alys Thomas Laura Stephens    |
| Olímpico Cualificando Tiempo @– 2:08.43 | 2               | Hungría (HUN)                 | Katinka Hosszu Boglarka Kapas |
| Olímpico Cualificando Tiempo @– 2:08.43 | 2               | Japón (JPN)                   | Suzuka Hasegawa Hiroko Makino |
| Olímpico Cualificando Tiempo @– 2:08.43 | 1               | Alemania (GER)                | Franziska Hentke              |
| Olímpico Cualificando Tiempo @– 2:08.43 | 1               | Portugal (POR)                | Ana Monteiro                  |
| Olímpico Cualificando Tiempo @– 2:08.43 | 1               | Estados Unidos (USA)          | Hali Flickinger Katie Drabot  |
| Tiempo de Selección olímpica @– 2:12.28 | 1               |                               |                               |
| Sitios de universalidad                 | 1               |                               |                               |
| Total                                   | 13              |                               |                               |

#### Mujeres  200 m individuales medley
| Estándar de cualificación               | Núm. de atletas               | NOC                             | #Nadador cualificado |
| --------------------------------------- | ----------------------------- | ------------------------------- | -------------------- |
| Olímpico Cualificando Tiempo @– 2:12.56 |                               |                                 |                      |
| 2                                       | Australia (AUS)               | Kaylee McKeown Calypso Sheridan |                      |
| 2                                       | Canadá (CAN)                  | Sydney Pickrem Lauren Wog       |                      |
| 2                                       | República Popular China (CHN) | Shiwen Ye Xinyi Chen            |                      |
| 2                                       | Reino Unido (GBR)             | Siobhan O'Connor Alicia Wilson  |                      |
| 2                                       | Japón (JPN)                   | Yui Ohashi Rika Omoto           |                      |
| 2                                       | Estados Unidos (USA)          | Madisyn Cox Melanie Margalis    |                      |
| 1                                       | Francia (FRA)                 | Fantine Lesaffre                |                      |
| 1                                       | Hungría (HUN)                 | Katinka Hosszu                  |                      |
| 1                                       | Israel (ISR)                  | Anastasia Gorbenko              |                      |
| 1                                       | Italia (ITA)                  | Ilaria Cusinato                 |                      |
| 1                                       | Corea del Sur (KOR)           | Seoyeong Kim                    |                      |
| 1                                       | Suiza (SUI)                   | Maria Ugolkova                  |                      |
| Tiempo de Selección olímpica @– 2:16.54 | 1                             |                                 |                      |
| Sitios de universalidad                 | 1                             |                                 |                      |
| Total                                   | 15                            |                                 |                      |

#### Mujeres  400 m individuales medley
| Estándar de cualificación               | Núm. de atletas | NOC                           | #Nadador cualificado          |
| --------------------------------------- | --------------- | ----------------------------- | ----------------------------- |
| Olímpico Cualificando Tiempo @– 4:38.53 | 2               | Canadá (CAN)                  | Sydney Pickrem Emily Overholt |
| Olímpico Cualificando Tiempo @– 4:38.53 | 2               | Estados Unidos (USA)          | Ella Eastin Madisyn Cox       |
| Olímpico Cualificando Tiempo @– 4:38.53 | 1               | República Popular China (CHN) | Shiwen Ye                     |
| Olímpico Cualificando Tiempo @– 4:38.53 | 1               | Francia (FRA)                 | Fantine Lesaffre              |
| Olímpico Cualificando Tiempo @– 4:38.53 | 1               | Reino Unido (GBR)             | Aimee Willmott                |
| Olímpico Cualificando Tiempo @– 4:38.53 | 1               | Hungría (HUN)                 | Katinka Hosszu                |
| Olímpico Cualificando Tiempo @– 4:38.53 | 1               | Italia (ITA)                  | Ilaria Cusinato               |
| Olímpico Cualificando Tiempo @– 4:38.53 | 1               | Serbia (SRB)                  | Anja Crevar                   |
| Olímpico Cualificando Tiempo @– 4:38.53 | 1               | España (ESP)                  | Mireia Belmonte               |
| Tiempo de Selección olímpica @– 4:46.89 | 1               |                               |                               |
| Sitios de universalidad                 | 1               |                               |                               |
| Total                                   | 10              |                               |                               |

### Acontecimientos de relé

#### Hombres  4×100 m freestyle relé
| Acontecimiento de cualificación | Núm. de equipos | Equipos cualificados |
| ------------------------------- | --------------- | -------------------- |
| 2019 Campeonatos Mundiales      | 12              |                      |
| Tiempo mejor de no-clasificados | 4               |                      |
| Total                           | 16              |                      |

#### Hombres  4×200 m freestyle relé
| Acontecimiento de cualificación | Núm. de equipos | Equipos cualificados |
| ------------------------------- | --------------- | -------------------- |
| 2019 Campeonatos Mundiales      | 12              |                      |
| Tiempo mejor de no-clasificados | 4               |                      |
| Total                           | 16              |                      |

#### Hombres  4×100 m medley relé
| Acontecimiento de cualificación | Núm. de equipos | Equipos cualificados |
| ------------------------------- | --------------- | -------------------- |
| 2019 Campeonatos Mundiales      | 12              |                      |
| Tiempo mejor de no-clasificados | 4               |                      |
| Total                           | 16              |                      |

#### Mujeres  4×100 m freestyle relé
| Acontecimiento de cualificación | Núm. de equipos | Equipos cualificados |
| ------------------------------- | --------------- | -------------------- |
| 2019 Campeonatos Mundiales      | 12              |                      |
| Tiempo mejor de no-clasificados | 4               |                      |
| Total                           | 16              |                      |

#### Mujeres  4×200 m freestyle relé
| Acontecimiento de cualificación | Núm. de equipos | Equipos cualificados |
| ------------------------------- | --------------- | -------------------- |
| 2019 Campeonatos Mundiales      | 12              |                      |
| Tiempo mejor de no-clasificados | 4               |                      |
| Total                           | 16              |                      |

#### Mujeres  4×100 m medley relé
| Acontecimiento de cualificación | Núm. de equipos | Equipos cualificados |
| ------------------------------- | --------------- | -------------------- |
| 2019 Campeonatos Mundiales      | 12              |                      |
| Tiempo mejor de no-clasificados | 4               |                      |
| Total                           | 16              |                      |

#### Mixto 4×100 m medley relé
| Acontecimiento de cualificación | Núm. de equipos | Equipos cualificados |
| ------------------------------- | --------------- | -------------------- |
| 2019 Campeonatos Mundiales      | 12              |                      |
| Tiempo mejor de no-clasificados | 4               |                      |
| Total                           | 16              |                      |

## Acontecimientos de agua abierta

### Timeline
| Acontecimiento                                 | Fecha              | Local   |
| ---------------------------------------------- | ------------------ | ------- |
| 2019 Mundial Aquatics Campeonatos              | Julio 12@–28, 2019 | Gwangju |
| 2020 FINA el maratón Olímpico Nada Clasificado |                    |         |
| Re-Asignación de unused cuota                  |                    | @–      |

### El 10 maratón de km de los hombres
| Acontecimiento de cualificación        | Núm. de atletas | Atletas cualificados |
| -------------------------------------- | --------------- | -------------------- |
| 2019 Campeonatos Mundiales             | 10              |                      |
| 2020 Maratón Olímpico Nada Clasificado | 9               |                      |
| Clasificado continental                | 5               |                      |
| País anfitrión                         | 1               | () TBD (JPN)         |
| Total                                  | 25              |                      |

### El 10 maratón de km de las mujeres
| Acontecimiento de cualificación        | Núm. de atletas | Atletas cualificados |
| -------------------------------------- | --------------- | -------------------- |
| 2019 Campeonatos Mundiales             | 10              |                      |
| 2020 Maratón Olímpico Nada Clasificado | 9               |                      |
| Clasificado continental                | 5               |                      |
| País anfitrión                         | 1               | () TBD (JPN)         |
| Total                                  | 25              |                      |